# Kottenheim (Markt Nordheim)

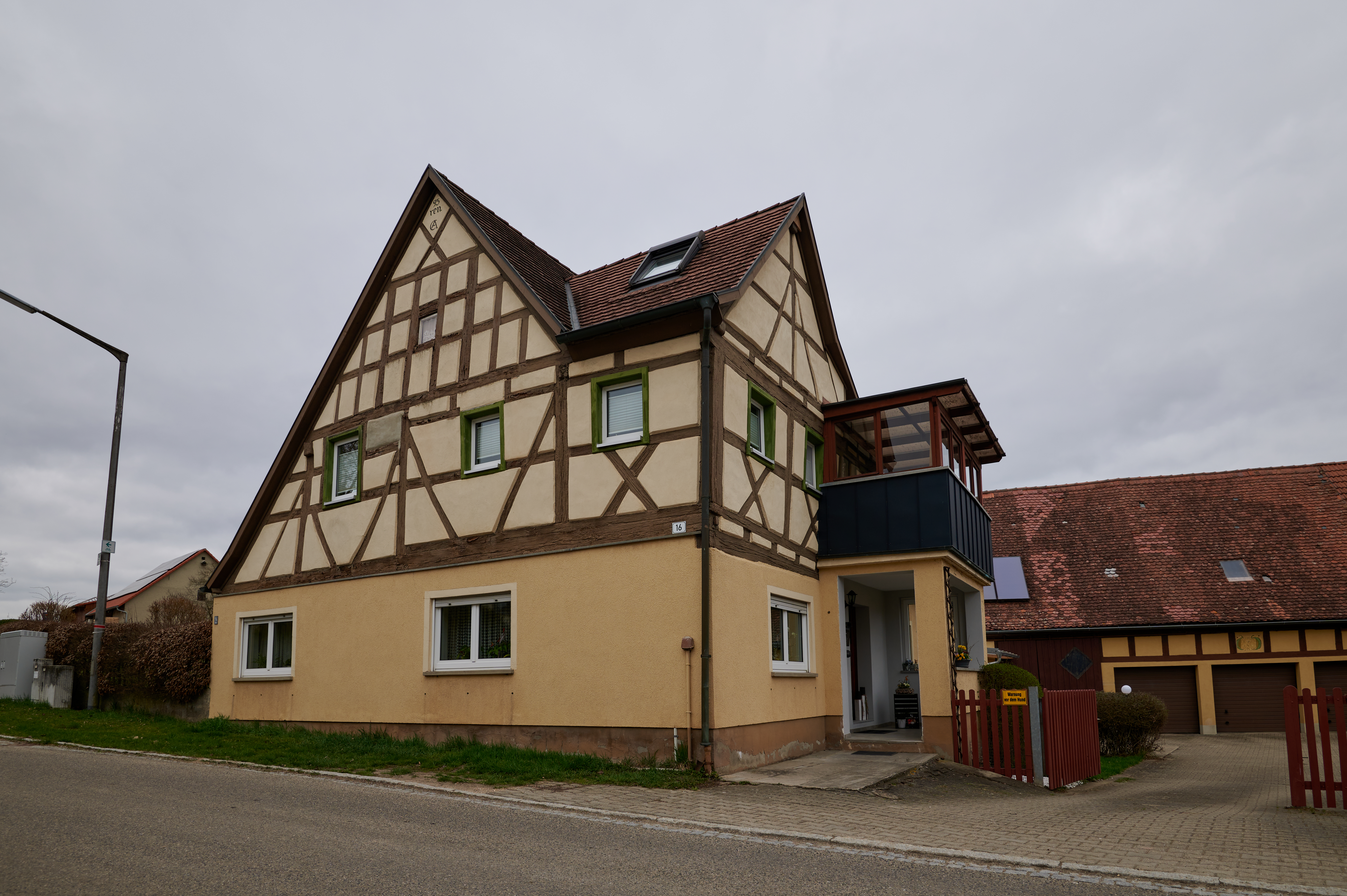
Wohnstallhaus

Kottenheim  (fränkisch: Kodna) ist ein Gemeindeteil des Marktes Markt Nordheim im Landkreis Neustadt an der Aisch-Bad Windsheim (Mittelfranken, Bayern). Kottenheim liegt in der Gemarkung Markt Nordheim.

## Geographie
Das Dorf liegt am Geroldsbach, einem rechten Zufluss der Kleinen Ehe. Die Kreisstraße NEA 31 führt nach Markt Nordheim (0,6 km nördlich) bzw. nach Krassolzheim (1,4 km nördlich).

## Geschichte
Der Ort wurde 816 als Niederkottenheim erstmals urkundlich erwähnt. Daneben gab es Burg Hohenkottenheim, die im 14. Jahrhundert Stammsitz der Grafen von Seinsheim war. Das Bestimmungswort des Ortsnamens ist der Personenname Kotto.
Mit dem Gemeindeedikt (frühes 19. Jahrhundert) wurde Kottenheim dem Steuerdistrikt und der Ruralgemeinde Nordheim zugeordnet.

### Baudenkmäler
- Markt Nordheim 88: Ehemaliges Wohnstallhaus[11]

ehemaliges Baudenkmal
- Haus Nr. 92: Erdgeschossiges Wohnstallhaus mit Giebel zur Straße, im Wohnteil zwei zu vier Achsen. Im Querbalken des hölzernen Türrahmens bezeichnet „H.W.I. ANNO 1703“. Ursprünglich Fachwerk, nur im Stallteil erhalten; Quadersockel, später eingezogene Gipssteinmauern und verzahnte Quaderkanten.[12]

### Einwohnerentwicklung
| Jahr      | 001818 | 001836 | 001840 | 001861 | 001871 | 001885 | 001900 | 001925 | 001950 | 001961 | 001970 | 001987 |
| Einwohner | 104    | 102    | 102    | *      | 93     | 99     | 84     | 88     | 105    | 77     | 68     | 55     |
| Häuser    | 22     | 22     | 22     |        |        | 21     | 20     | 19     | 20     | 18     |        | 15     |
| Quelle    | [ 8 ]  | [ 14 ] | [ 15 ] | [ 16 ] | [ 17 ] | [ 18 ] | [ 19 ] | [ 20 ] | [ 21 ] | [ 22 ] | [ 23 ] | [ 1 ]  |

## Religion
Kottenheim ist seit der Reformation evangelisch-lutherisch geprägt und bis heute nach St. Georg (Markt Nordheim) gepfarrt.